# یواس‌اس لوس (دی‌دی-۵۲۲)
یواس‌اس لوس (دی‌دی-۵۲۲) (به انگلیسی: USS Luce (DD-522)) یک کشتی بود که طول آن ۱۱۴٫۷ متر (۳۷۶ فوت) بود. این کشتی در سال ۱۹۴۳ ساخته شد.